# Praomys degraaffi
Praomys degraaffi  (van der Straeten & Kerbis Peterhans, 1999) è un roditore della famiglia dei Muridi diffuso nell'Africa centrale.

## Descrizione

### Dimensioni
Roditore di piccole dimensioni, con la lunghezza della testa e del corpo tra 92 e 124 mm, la lunghezza della coda tra 115 e 151 mm, la lunghezza del piede tra 24 e 29 mm, la lunghezza delle orecchie tra 17 e 22 mm e un peso fino a 59 g.

### Aspetto
Le parti superiori variano dal grigio scuro al nerastro, mentre le parti ventrali sono grigiastre. Le orecchie sono relativamente grandi. La coda è più lunga della testa e del corpo. Le femmine hanno 2 paia di mammelle pettorali e 2 paia inguinali. Il cariotipo è 2n=26 FN=28.

## Biologia

### Comportamento
È una specie notturna e parzialmente arboricola.

### Riproduzione
Femmine gravide sono state osservate nei mesi di febbraio, marzo, aprile ed agosto. Danno alla luce 2-4 piccoli alla volta.

## Distribuzione e habitat
Questa specie è diffusa nelle montagne del Burundi, Ruanda e Uganda.
Vive nelle foreste montane umide tra 1.900 e 2.600 metri di altitudine.

## Conservazione
La IUCN Red List, considerato l'areale limitato e la deforestazione, classifica P.degraaffi come specie vulnerabile (VU).